# Rob Howell
Robert "Rob" Stuart Howell (...) è uno scenografo e costumista britannico, attivo prevalentemente in campo teatrale.

## Biografia
Dopo gli studi ha cominciato a lavorare con la Royal Shakespeare Company verso la metà degli anni 90, realizzando il design di numerosi classici del teatro inglese in scena a Londra e Stratford-upon-Avon. 
Nel 1996 ha ricevuto la sua prima candidatura al Premio Laurence Olivier per le scenografie de Lo zoo di vetro in cartellone al Young Vic. Nel corso della sua carriera a Londra, Howell ha ricevuto sedici candidature all'Olivier Award (sei come costumista, dieci come scenografo), vincendo il premio tre volte per le sue scenografie di Riccardo III, Troilo e Cressida e Vassa (2000), Hedda Gabler (2006) e Matilda the Musical (2012). Nel 2022 ha curato i costumi per l'adattamento cinematografico di Matilda.
A partire dal 2000, ha lavorato anche a Broadway una dozzina di volte come scenografo di opere di prosa e musical, ricevendo undici candidature ai Tony Award e vincendone cinque. A New York ha anche disegnato nuove scenografie e costumi per gli allestimenti del Metropolitan Opera House di Carmen (2009), Le nozze di Figaro (2014), Manon Lescaut (2016) e Werther (2019). In campo operistico ha curato anche costumi e scenografie per la prima mondiale di Sophie's Choice alla Royal Opera House (2002) e un allestimento di Il giro di vite per la Welsh National Opera nel 2000.

## Filmografia
- Matilda The Musical di Roald Dahl (Roald Dahl's Matilda the Musical), regia di Matthew Warchus (2022)

## Riconoscimenti
- Premio Laurence Olivier
  - 1996 – Candidatura per le migliori scenografie per Lo zoo di vetro
  - 1998 – Candidatura per le migliori scenografie per Chips with Everything
  - 2000 – Migliori scenografie per Riccardo III, Troilo e Cressida, Vassa
  - 2000 – Candidatura per i migliori costumi per Money, Troilo e Cressida
  - 2001 – Candidatura per le migliori scenografie per Il custode
  - 2006 – Migliori scenografie per Hedda Gabler
  - 2006 – Candidatura per i migliori costumi per Hedda Gabler
  - 2008 – Candidatura per le migliori scenografie per Il Signore degli Anelli
  - 2008 – Candidatura per i migliori costumi per Il Signore degli Anelli
  - 2009 – Candidatura per i migliori costumi per The Norman Conquest
  - 2012 – Migliori scenografie per Matilda the Musical
  - 2012 – Candidatura per le migliori scenografie per Ghost
  - 2012 – Candidatura per i migliori costumi per Matilda the Musical
  - 2017 – Candidatura per le migliori scenografie per Groundhog Day
  - 2017 – Candidatura per i migliori costumi per Groundhog Day
  - 2018 – Candidatura per le migliori scenografie per The Ferryman

- Tony Award
  - 2008 – Candidatura per i migliori costumi in un'opera teatrale per Boeing-Boeing
  - 2009 – Candidatura per la miglior scenografia in un'opera teatrale per The Norman Conquest
  - 2009 – Candidatura per i migliori costumi in un'opera teatrale per The Norman Conquest
  - 2012 – Candidatura per i miglior costumi in un musical per Ghost
  - 2013 – Candidatura per i miglior costumi in un musical per Matilda the Musical
  - 2013 – Miglior scenografia di un musical per Matilda the Musical
  - 2017 – Candidatura per le miglior scenografia di un musical per Groundhog Day
  - 2019 – Migliori scenografia di un'opera teatrale per The Ferryman
  - 2019 – Migliori costumi in un'opera teatrale per The Ferryman
  - 2020 – Migliori scenografia di un'opera teatrale per A Christmas Carol
  - 2020 – Migliori costumi in un'opera teatrale per A Christmas Carol
  - 2025 – Candidatura per la miglior scenografia in un'opera teatrale per The Hills of California
  - 2025 – Candidatura per i migliori costumi in un'opera teatrale per The Hills of California